# 코윈테크
주식회사 코윈테크(영어: Cowintech)는 충청남도 아산시에 본사를 둔 스마트 팩토리 기업이다. 또한, 2차 전지 자동화 시스템 분야에서 한국에서 1위 업체이기도 한다.

## 상훈
- 2024년 6월: 충남 중소기업인 대상 수상[5]
- 2022년 12월: 충청남도 고용 우수기업 선정[6]